# هيستون أوكتامر

الوحدات الأساسية لهيكل الكروماتين

هيستون أوكتامر هو مركب البروتين الثمانية الموجود في مركز جسيم النواة الأساسي. يتكون من نسختين من كل من بروتينات هيستون الأساسية الأربعة (H2A وH2B وH3 وH4). يتجمع الثماني عندما يتجمع رباعي، يحتوي على نسختين من كل من H3 وH4 ، مع اثنين من ثنائيات H2A/H2B. يحتوي كل هيستون على ذيل N- طرفي وطي (histone-fold) هيستون طرفية C. يتفاعل كلا المكونين الرئيسيين مع الحمض النووي بطريقتهما الخاصة من خلال سلسلة من التفاعلات الضعيفة، بما في ذلك الروابط الهيدروجينية وجسور الملح. تحافظ هذه التفاعلات على ارتباط الحمض النووي وثوكتامين هيستون بشكل فضفاض وتسمح في النهاية بإعادة وضعهما أو الانفصال كليًا.

## تاريخ البحث
تم تحديد تعديلات هيستون بعد تعديل ما بعد الترجمة وإدراجها على أنها لها دور تنظيمي محتمل في تركيب الحمض النووي RNA في عام 1964. منذ ذلك الحين، على مدى عدة عقود، تطورت نظرية الكروماتين. تم إنشاء نماذج الوحدات الفرعية للكروماتين بالإضافة إلى فكرة النوكليوسوم في عامي 1973 و 1974 على التوالي. تمكن ريتشموند ومجموعته البحثية من توضيح التركيب البلوري لأوكتامر هيستون مع الحمض النووي الملفوف حوله بدقة 7 Å في عام 1984. تمت إعادة النظر في بنية معقد اللب الثماني بعد سبع سنوات وتم توضيح دقة 3.1 Å لبلورته عند تركيز عالٍ من الملح. على الرغم من أن تشابه التسلسل منخفض بين الهستونات الأساسية، فإن كل واحد من الأربعة يحتوي على عنصر متكرر يتكون من اللولب حلقة الحلزون يسمى عنصر هيستون المطوي. علاوة على ذلك، تم ضبط تفاصيل تفاعلات بروتين-البروتين والبروتين-الحمض النووي من خلال دراسات علم البلورات بالأشعة السينية عند 2.8 و 1.9 Å، على التوالي، في العقد الأول من القرن الحادي والعشرين.

## أوكتامر هيستون بالتفصيل الجزيئي
الهستونات الأساسية هي أربعة بروتينات تسمى H2A و H2B و H3 و H4 وتوجد جميعها في أجزاء متساوية في الخلية. تحتوي كل متواليات الأحماض الأمينية الأربعة الأساسية للهيستون على ما بين 20 و 24٪ من اللايسين والأرجينين ويتراوح حجم أو البروتين بين 11400 و 15400 دالتون، مما يجعلها بروتينات صغيرة نسبيًا ولكنها ذات شحنة موجبة للغاية. نسبة عالية من الأحماض الأمينية موجبة الشحنة تسمح لها بالارتباط الوثيق بالحمض النووي سالبة الشحنة. يتم تشكيل Heterodimers، أو هيستون فقط - وسيطة من مجالات هيستون (histone-fold). يستمر تكوين الهيستون فقط - وسيطة عندما يتم إقران الهستونات الأساسية في شكل الهلال المتشابك شبه المتماثل. يتكون كل مجال (histone-fold) هيستون من 3 لولب ألفا مفصولة بحلقات غير منتظمة. مجال طية هيستون مسؤول عن تكوين مغايرات من الرأس إلى الذيل لاثنين من الهيستونات: H2A-H2B و H3-H4. ومع ذلك، فإن الهيستونات H3 و H4 تشكل أولاً مغايرًا ثم يتناقص بدوره المغير المتغاير لتشكيل رباعي الأبعاد H32-H42. يعتمد تكوين المغير المتغاير على تفاعل تفاعلات بقايا الأحماض الأمينية الكارهة للماء بين البروتينين.
يسمح شبه التناظر بتركيب المغير المتغاير على نفسه من خلال دوران 180 درجة حول محور التناظر هذا. نتيجة للدوران، فإن طرفي الهيستونات المتضمنين في ربط الحمض النووي لشكل الهلال H3-H4 متكافئان، ومع ذلك ينظمان امتدادات مختلفة من الحمض النووي. يتم طي ثنائي H2A-H2B أيضًا بشكل مشابه. يتم تغليف رباعي H32-H42 بحمض نووي حوله كخطوة أولى في تكوين الجسيمات النووية. ثم يتم توصيل اثنين من ثنائيات H2A-H2B بمركب DNA- H32-H42 لتكوين جسيم نووي.
يحتوي كل من الهستونات الأساسية الأربعة، بالإضافة إلى نطاقات طيات هيستون (histone-fold) الخاصة بهم، أيضًا على امتدادات مرنة وغير منظمة تسمى «ذيول» هيستون. تشير معالجة النيوكليوسومات بالبروتياز التربسين إلى أنه بعد إزالة ذيول الهيستون، يمكن للحمض النووي أن يظل مرتبطًا بإحكام بالجسيم النووي. ذيول الهيستون تخضع لمجموعة واسعة من التعديلات التي تشمل الفسفرة، والأستلة، والميثيل لمخلفات السيرين والليسين والأرجينين.

## أوكتامر هيستون في النواة
مزيد من المعلومات: نوكليوسوم

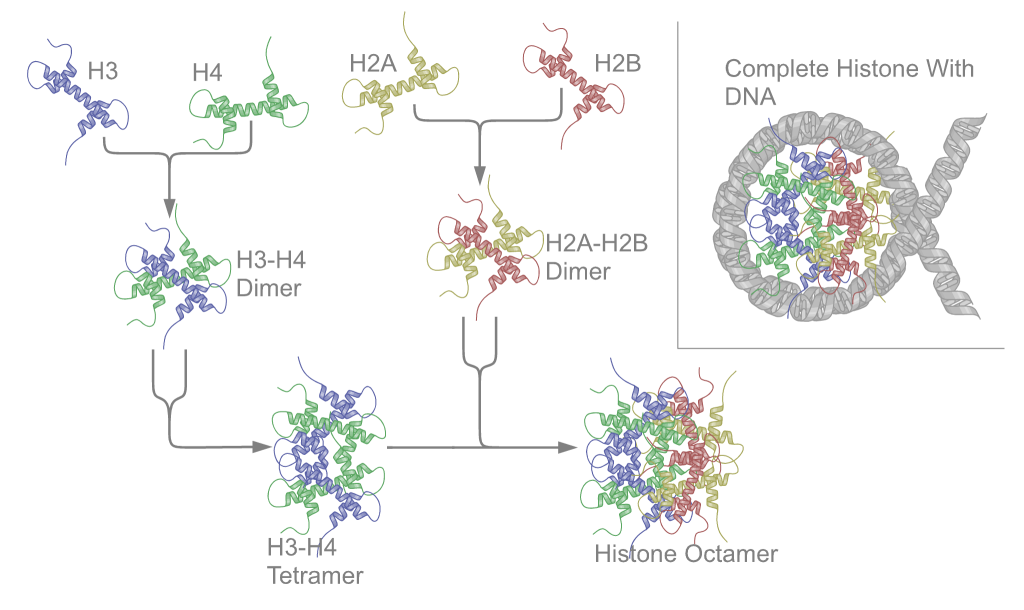
يتجمع النوكليوسوم عندما يلتف الحمض النووي حول أوكتامر هيستون، اثنان من ثنائيات H2A-H2B مرتبطان برباعي H3-H4.

الجسيم الأساسي للنيوكليوسوم هو الشكل الأساسي لضغط الحمض النووي في حقيقيات النوى. تتكون النيوكليوسومات من أوكتامر هيستون محاط بـ 146 زوجًا أساسيًا من الحمض النووي ملفوفًا بطريقة حلزونية فائقة. بالإضافة إلى ضغط الحمض النووي، يلعب أوكتامر الهيستون دورًا رئيسيًا في نسخ الحمض النووي المحيط به. يتفاعل أوكتامر هيستون مع الحمض النووي من خلال طيات هيستون (histone-fold) الأساسية وذيول N- الطرفية. تتفاعل طية الهيستون كيميائيًا وفيزيائيًا مع أخدود الحمض النووي الصغير. لقد وجدت الدراسات أن الهستونات تتفاعل بشكل أفضل مع المناطق المخصبة A: T أكثر من المناطق المخصبة G: C في الأخاديد الصغيرة. لا تتفاعل ذيول N-الطرفية مع منطقة معينة من الحمض النووي، بل تستقر وتوجه الحمض النووي الملفوف حول الأوكتامر. ومع ذلك، فإن التفاعلات بين أوكتامر هيستون والحمض النووي ليست دائمة. يمكن فصل الاثنين بسهولة تامة وغالبًا ما يكونان أثناء النسخ وتكرار. تعمل بروتينات إعادة البناء المحددة على تغيير بنية الكروماتين باستمرار عن طريق كسر الروابط بين الحمض النووي والنيوكليوسوم.

### تفاعلات هيستون / DNA
تتكون الهيستونات في الغالب من بقايا أحماض أمينية موجبة الشحنة مثل اللايسين والأرجينين. تسمح لهم الشحنات الموجبة بالارتباط الوثيق بالحمض النووي السالب الشحنة من خلال التفاعلات الكهروستاتيكية. إبطال مفعول الشحنات في الحمض النووي يسمح لها بأن تصبح أكثر إحكامًا.

#### التفاعلات مع الأخدود الطفيف
يمثل تفاعل نطاقات هيستون- طَي (histone-fold) مع الأخدود الصغير في غالبية التفاعلات في النواة. بينما يلتف الحمض النووي حول أوكتامر هيستون، فإنه يعرض أخدودها الصغير إلى أوكتامر هيستون في 14 موقعًا متميزًا. في هذه المواقع، يتفاعل الاثنان من خلال سلسلة من الروابط الضعيفة غير التساهمية. المصدر الرئيسي للروابط يأتي من الروابط الهيدروجينية، المباشرة والمائية. روابط الهيدروجين المطوية بالهيستون مع كل من العمود الفقري للفوسفوديستر والقواعد الغنية A: T. في هذه التفاعلات، ترتبط طية الهيستون بذرات الأكسجين والسلاسل الجانبية للهيدروكسيل، على التوالي. تحتوي هذه المواقع معًا على ما مجموعه حوالي 40 رابطة هيدروجينية، معظمها من تفاعلات العمود الفقري. بالإضافة إلى ذلك، 10 من أصل 14 مرة يواجه فيها الأخدود الصغير طية الهيستون، يتم إدخال سلسلة جانبية أرجينين من طية هيستون في الأخدود الصغير. المرات الأربع الأخرى، يأتي الأرجينين من منطقة الذيل للهيستون.

#### تفاعلات وتعديلات الذيل
مزيد من المعلومات: هيستون
كما ذُكر أعلاه، فقد ثبت أن ذيول الهيستون تتفاعل مباشرة مع الحمض النووي للنيوكليوسوم. يحتوي كل هيستون في الأوكتامر على ذيل N- طرفي يبرز من قلب هيستون. تلعب الذيل أدوارًا في التفاعلات بين النواة وداخلها والتي تؤثر في النهاية على الوصول إلى الجينات. الهيستونات عبارة عن جزيئات موجبة الشحنة تسمح بربط أقوى بجزيء DNA سالب الشحنة. يقلل تقليل الشحنة الموجبة لبروتينات الهيستون من قوة الارتباط بين الهيستون والحمض النووي، مما يجعله أكثر انفتاحًا على النسخ الجيني (التعبير). علاوة على ذلك، توجه هذه الوحدات المرنة غلاف الحمض النووي بطريقة أعسر حول أوكتامر هيستون أثناء تكوين النواة. بمجرد ربط الحمض النووي، تستمر ذيول في التفاعل مع الحمض النووي. أجزاء الذيل الأقرب إلى الرابطة الهيدروجينية للحمض النووي وتقوي ارتباط الحمض النووي مع الأوكتامر؛ ومع ذلك، فإن أجزاء الذيل الأبعد عن الحمض النووي تعمل بطريقة مختلفة تمامًا. تعدل الإنزيمات الخلوية الأحماض الأمينية في الأجزاء البعيدة من الذيل للتأثير على إمكانية الوصول إلى الحمض النووي. وقد تضمنت الذيول أيضًا في تثبيت ألياف بقطر 30 نانومتر. أظهرت الأبحاث أن إزالة ذيول معينة يمنع النيوكليوسومات من التكون بشكل صحيح ويؤدي إلى فشل عام في إنتاج ألياف الكروماتين. بشكل عام، تحمي هذه الارتباطات الحمض النووي النووي من البيئة الخارجية ولكنها تقلل أيضًا من إمكانية الوصول إلى النسخ الخلوي وآلات النسخ.

#### إعادة تشكيل وتفكيك النواة
مزيد من المعلومات: إعادة عرض الكروماتين
من أجل الوصول إلى نووي DNA، يجب كسر الروابط بينه وبين أوكتامر هيستون. يحدث هذا التغيير بشكل دوري في الخلية حيث يتم نسخ مناطق محددة، ويحدث على مستوى الجينوم أثناء النسخ المتماثل. تعمل بروتينات إعادة النمذجة بثلاث طرق متميزة: يمكنها تحريك الحمض النووي على طول سطح الأوكتامر، أو استبدال ثنائى هيستون واحد بمتغير، أو إزالة أوكتامر هيستون بالكامل. بغض النظر عن الطريقة، من أجل تعديل النيوكليوسومات، تتطلب مجمعات إعادة التشكيل طاقة من التحلل المائي لـ ATP لتوجيه أفعالها.
من بين الأساليب الثلاثة، يعد الانزلاق هو الأكثر شيوعًا والأقل خطورة. الفرضية الأساسية لهذه التقنية هي تحرير منطقة من الحمض النووي التي عادة ما يرتبط بها أوكتامر هيستون بإحكام. في حين لم يتم تعريف التقنية بشكل جيد، فإن الفرضية الأبرز هي أن الانزلاق يتم بطريقة «الدودة». في هذه الطريقة، باستخدام ATP كمصدر للطاقة، يفصل مجال الترانزستور لمركب إعادة تشكيل النوكليوزوم منطقة صغيرة من الحمض النووي من أوكتامر هيستون. هذه «الموجة» من الحمض النووي، التي تنكسر تلقائيًا وتعيد تشكيل روابط الهيدروجين كما هي، ثم تنتشر أسفل الحمض النووي النووي حتى تصل إلى موقع الارتباط الأخير مع أوكتامر الهيستون. بمجرد أن تصل الموجة إلى نهاية ثماني هيستون، يتم تمديد الفائض الذي كان على الحافة مرة واحدة في منطقة الحمض النووي الرابط. إجمالاً، تقوم جولة واحدة من هذه الطريقة بتحريك أوكتامر هيستون عدة أزواج أساسية في اتجاه معين - بعيدًا عن الاتجاه الذي تنتشر فيه «الموجة».

### أهمية سريرية
تشير العديد من التقارير إلى وجود صلة بين الأمراض المرتبطة بالعمر والعيوب الخلقية وأنواع عديدة من السرطان مع تعطيل بعض تعديلات هيستون بعد الترجمة. لقد حددت الدراسات أن ذيول N و C هي أهداف رئيسية للأستلة، والميثلة، والتواجد في كل مكان، والفسفرة. تشير الأدلة الجديدة إلى العديد من التعديلات داخل قلب هيستون. يتجه البحث نحو فك رموز دور هذه التعديلات الأساسية للهيستون في واجهة هيستون DNA في الكروماتين. يمتلك بروتين ربط عنصر الاستجابة p300 و cAMP (CBP) نشاط هيستون أسيتيل ترانسفيراز. إن p300 و CBP هما أكثر إنزيمات هيستون أسيتيل ترانسفيراز مختلطة والتي تعمل على استيل جميع الهستونات الأساسية الأربعة على بقايا متعددة. كان Lysine 18 و Lysine 27 على H3 هما موقعي أستلة الهيستون الوحيدان اللذان تم تقليلهما عند استنفاد CBP و p300 في الخلايا الليفية الجنينية للفأر. كما أن الفئران التي خرجت من جهاز CBP و p300 لديها عيب في الأنبوب العصبي المفتوح، وبالتالي تموت قبل الولادة. p300 - / - تظهر الأجنة خلل في نمو القلب. يظهر CBP +/− الفئران تأخرًا في النمو، تشوهات قحفية وجهية، أورام خبيثة دموية، والتي لم يتم ملاحظتها في الفئران مع p300 +/−. تم الإبلاغ عن طفرات لكل من p300 في أورام بشرية مثل سرطان القولون والمستقيم والمعدة والثدي والمبيض والرئة والبنكرياس. أيضًا، يمكن أن يكون تنشيط أو توطين اثنين من هيستون أسيتيل ترانسفيرازات مسرطنة.

### قراءة معمقة
1. Allfrey, VG; Mirsky, AE (May 1, 1964). "Structural Modifications of Histones and their Possible Role in the Regulation of RNA Synthesis". Science. 144 (3618): 559. doi:10.1126/science.144.3618.559. PMID 17836360.
2. Burgoyne, Hewish (1973). "Chromatin sub-structure. The digestion of chromatin DNA at regularly spaced sites by a nuclear deoxyribonuclease". Biochem. Biophys. Res. Commun. 52 (2): 504–510. doi:10.1016/0006-291x(73)90740-7. PMID 4711166.
3. Klug; Richmond (1984). "Structure of the nucleosome core particle at 7 Å resolution". Nature. 311 (5986): 532–537. Bibcode:1984Natur.311..532R. doi:10.1038/311532a0. PMID 6482966. S2CID 4355982.
4. Arents; Burlingame (1991). "The nucleosomal core histone octamer at 3.1 ˚A resolution: a tripartite protein assembly and a left-handed superhelix". PNAS. 88 (22): 10148–52. doi:10.1073/pnas.88.22.10148. PMC 52885. PMID 1946434.
5. Davey, Curt A.; Sargent, David F.; Luger, Karolin; Maeder, Armin W.; Richmond, Timothy J. (June 2002). "Solvent Mediated Interactions in the Structure of the Nucleosome Core Particle at 1.9Å Resolution". Journal of Molecular Biology. 319 (5): 1097–1113. doi:10.1016/S0022-2836(02)00386-8. PMID 12079350.
6. School, James D. Watson, Cold Spring Harbor Laboratory, Tania A. Baker, Massachusetts Institute of Technology, Stephen P. Bell, Massachusetts Institute of Technology, Alexander Gann, Cold Spring Harbor Laboratory, Michael Levine, University of California, Berkeley, Richard Losik, Harvard University ; with Stephen C. Harrison, Harvard Medical (2014). Molecular biology of the gene (Seventh ed.). Boston: Benjamin-Cummings Publishing Company. p. 241. ISBN 978-0321762436.
7. Luger, Karolin (April 2003). "Structure and dynamic behavior of nucleosomes". Current Opinion in Genetics & Development. 13 (2): 127–135. doi:10.1016/S0959-437X(03)00026-1. PMID 12672489.
8. D’Arcy, Sheena; Martin, Kyle W.; Panchenko, Tanya; Chen, Xu; Bergeron, Serge; Stargell, Laurie A.; Black, Ben E.; Luger, Karolin (September 2013). "Chaperone Nap1 Shields Histone Surfaces Used in a Nucleosome and Can Put H2A-H2B in an Unconventional Tetrameric Form". Molecular Cell. 51 (5): 662–677. doi:10.1016/j.molcel.2013.07.015. PMC 3878309. PMID 23973327.
9. Harshman, S. W.; Young, N. L.; Parthun, M. R.; Freitas, M. A. (14 August 2013). "H1 histones: current perspectives and challenges". Nucleic Acids Research. 41 (21): 9593–9609. doi:10.1093/nar/gkt700. PMC 3834806. PMID 23945933.
10. Andrews, Andrew J.; Luger, Karolin (9 June 2011). "Nucleosome Structure(s) and Stability: Variations on a Theme". Annual Review of Biophysics. 40 (1): 99–117. doi:10.1146/annurev-biophys-042910-155329. PMID 21332355.
11. Richmond, Timothy J.; Luger, Karolin; Mäder, Armin W.; Richmond, Robin K.; Sargent, David F. (18 September 1997). "Crystal structure of the nucleosome core particle at 2.8 A resolution". Nature. 389 (6648): 251–260. doi:10.1038/38444. PMID 9305837. S2CID 4328827.
12. Biswas, Mithun; Voltz, Karine; Smith, Jeremy C.; Langowski, Jörg (15 December 2011). «Role of Histone Tails in Structural Stability of the Nucleosome». PLOS Computational Biology. 7 (12): e1002279. Bibcode:2011PLSCB...7E2279B. doi:10.1371/journal.pcbi.1002279. PMC 3240580. PMID 22207822.
13. Becker, P. B. (16 September 2002). "NEW EMBO MEMBER'S REVIEW: Nucleosome sliding: facts and fiction". The EMBO Journal. 21 (18): 4749–4753. doi:10.1093/emboj/cdf486. PMC 126283. PMID 12234915.
14. Fazzio, TG; Tsukiyama, T (November 2003). "Chromatin remodeling in vivo: evidence for a nucleosome sliding mechanism". Molecular Cell. 12 (5): 1333–40. doi:10.1016/s1097-2765(03)00436-2. PMID 14636590.
15. Jenuwein, T; Allis, CD (Aug 10, 2001). "Translating the histone code". Science. 293 (5532): 1074–80. CiteSeerX 10.1.1.453.900. doi:10.1126/science.1063127. PMID 11498575. S2CID 1883924.
16. Schiltz, RL; Mizzen, CA; Vassilev, A; Cook, RG; Allis, CD; Nakatani, Y (Jan 15, 1999). "Overlapping but distinct patterns of histone acetylation by the human coactivators p300 and PCAF within nucleosomal substrates". The Journal of Biological Chemistry. 274 (3): 1189–92. doi:10.1074/jbc.274.3.1189. PMID 9880483.
17. Jin, Q; Yu, LR; Wang, L; Zhang, Z; Kasper, LH; Lee, JE; Wang, C; Brindle, PK; Dent, SY; Ge, K (Jan 19, 2011). "Distinct roles of GCN5/PCAF-mediated H3K9ac and CBP/p300-mediated H3K18/27ac in nuclear receptor transactivation". The EMBO Journal. 30 (2): 249–62. doi:10.1038/emboj.2010.318. PMC 3025463. PMID 21131905.
18. Yao, TP; Oh, SP; Fuchs, M; Zhou, ND; Ch'ng, LE; Newsome, D; Bronson, RT; Li, E; Livingston, DM; Eckner, R (May 1, 1998). "Gene dosage-dependent embryonic development and proliferation defects in mice lacking the transcriptional integrator p300". Cell. 93 (3): 361–72. doi:10.1016/S0092-8674(00)81165-4. PMID 9590171. S2CID 620460.